# LGA 1200
LGA 1200 (chiamato anche Socket H5) è un socket progettato da Intel per i processori desktop Comet Lake (decima generazione) e Rocket Lake (undicesima generazione) rilasciato nell'aprile 2020.

## Caratteristiche
L'LGA 1200 è progettato come sostituto dell'LGA 1151 (noto anche come Socket H4). LGA 1200 è di tipo Land Grid Array ed è costituito da 1200 pin sporgenti per entrare in contatto con i pad del processore. Utilizza un design modificato di LGA 1151, con 49 pin in più, migliorando l'erogazione di potenza e offrendo supporto per future funzionalità I/O incrementali. La posizione del pin 1 rimane la stessa dei processori della generazione precedente, ma è stata spostata la chiave del socket a sinistra (in precedenza era destra), rendendo i processori Comet Lake incompatibili sia elettricamente che meccanicamente con i chip precedenti.
ASRock, Asus, Biostar, Gigabyte e MSI hanno confermato che le loro schede madri basate sul chipset Intel Z490 supportano le CPU desktop Intel Rocket Lake di 11ª generazione. Il supporto completo PCIe 4.0 è confermato per marchi selezionati. ASUS non ha incluso il supporto a PCIe 4.0 su M.2, ostacolando il supporto per gli SSD NVMe PCIe gen 4.0.

## Dissipatore
I 4 fori per il fissaggio del dissipatore alla scheda madre sono posti in un quadrato di lunghezza laterale 75 mm per i socket Intel LGA 1156, LGA 1155, LGA 1150, LGA 1151 e LGA 1200. Le soluzioni di raffreddamento dovrebbero quindi essere intercambiabili.